# هيرويوكي ياماموتو (منافس ألعاب قوى)
هيرويوكي ياماموتو (باليابانية: 山本浩之؛ بالكانا: やまもと ひろゆき) هو منافس ألعاب قوى ياباني، ولد في 31 مايو 1966 في كيتاكيوشو في اليابان.

## روابط خارجية
- هيرويوكي ياماموتو على موقع Paralympic.org (الإنجليزية)
- هيرويوكي ياماموتو على موقع IPC.InfostradaSports.com (مؤرشف) (الإنجليزية)